# Брушко, Иван Кузьмич
Иван Кузьмич Брушко (30 октября 1907, Жерновка, ныне Коропский район, Черниговская область — 12 апреля 1982, Москва, Московская область) — советский военный деятель, генерал-майор (1953).

## Биография
Иван Кузьмич Брушко родился 30 октября 1907 года в селе Жерновка ныне Коропского района Черниговской области.

### Довоенное время
В ноябре 1929 года Брушко был призван в ряды РККА и направлен красноармейцем в 6-й отдельный радиотехнический батальон (Украинский военный округ). В мае 1931 года был назначен старшиной, а затем — на должность командира взвода 6-го полка связи (Украинский военный округ).
В 1932 году экстерном закончил Киевскую военную школу связи.
В августе 1933 года был назначен на должность командира взвода связи 3-го отдельного стрелкового батальона особого назначения (ОКДВА, Спасск), в мае 1936 года — на должность начальника школы связи 90-й отдельной роты связи (Киевский военный округ), в сентябре 1937 года — на должность командира роты связи 13-й авиабригады особого назначения, а в июне 1938 года — на должность начальника связи 204-й воздушно-десантной бригады (Киевский военный округ).
Принимал участие в ходе советско-финской войны, а также в походе в Бессарабию.

### Великая Отечественная война
В июле 1941 года был назначен на должность начальника разведывательного отдела штаба 1-го воздушно-десантного корпуса (5-я армия, Юго-Западный фронт), в августе — на должность командира батальона 204-й воздушно-десантной бригады. Принимал участие в ходе Киевской оборонительной операции.
В ноябре был назначен на должность начальника оперативного отдела штаба 1-го воздушно-десантного корпуса (Московский военный округ), в июле 1942 года — на должность начальника штаба 37-й гвардейской стрелковой дивизии, а в декабре 1943 года — на должность начальника штаба 18-го стрелкового корпуса. Принимал участие в Сталинградской и Курской битвах, а также в Черниговско-Припятской, Гомельско-Речицкой и Калинковичско-Мозырской наступательных операциях. В ноябре 1943 года полковник Брушко временно командовал 37-й гвардейской стрелковой дивизией.
Находясь на должности начальника штаба 18-го стрелкового корпуса, Брушко с 15 по 27 декабря 1944 года временно командовал корпусом и руководил обороной севернее Варшавы.

### Послевоенная карьера
С февраля 1945 года находился в госпитале по болезни и по излечении в марте убыл для прохождения учёбы на ускоренный курс при Высшей военной академии имени К. Е. Ворошилова, по окончании которого был назначен на должность начальника оперативного отдела штаба 9-й гвардейской армии, в мае 1946 года — на должность заместителя начальника штаба — начальника оперативного отдела штаба ВДВ ВС СССР, а в мае 1953 года — на должность заместителя начальника штаба ВДВ ВС СССР.
Генерал-майор Иван Кузьмич Брушко в январе 1964 года вышел в запас. Умер 12 апреля 1982 года в Москве.

## Награды
- Орден Ленина (1954)
- Три ордена Красного Знамени (2 августа 1942; 2 декабря 1942; 1949)
- Орден Суворова 2 степени — Указом Президиума Верховного Совета СССР «О награждении орденами Суворова, Кутузова и Богдана Хмельницкого генералов и офицерского состава Красной Армии» от 15 января 1944 года[1]
- Орден Кутузова 2 степени (23 июля 1944)
- Орден Богдана Хмельницкого 2 степени (10 апреля 1945)
- Орден Красной Звезды (03 ноября 1944)
- Две медали «За боевые заслуги» (1940; 15 октября 1942)